# Condado de George
El condado de George (en inglés: George County), fundado en 1910, es un condado del estado estadounidense de Misisipi. En el año 2000 tenía una población de 19.144 habitantes con una densidad poblacional de 15 personas por km². Las sede del condado es Lucedale.

## Geografía
Según la Oficina del Censo, el condado tiene un área total de 1254 km² (484,2 mi²), de la cual 1238 km² (478 mi²) es tierra y 16 km² (6,2 mi²) es agua.

## Demografía
En el 2000 la renta per cápita promedia del condado era de $ 34,730 y el ingreso promedio para una familia era de $39,386. El ingreso per cápita para el condado era de $14,337. En 2000 los hombres tenían un ingreso per cápita de $33,575 frente a $20,542 para las mujeres. Alrededor del 16.70% de la población estaba bajo el umbral de pobreza nacional.

## Condados adyacentes
- Condado de Greene (norte)
- Condado de Mobile, Alabama (este)
- Condado de Jackson (sur)
- Condado de Stone (oeste)
- Condado de Perry (noroeste)

## Localidades
Ciudades
- Lucedale

## Áreas no incorporadas
- Agrícola
- Benndale
- Bexley
- Crossroads
- Merrill
- Rocky Creek
- Buzzard Roost
- Basin
- Shipman

## Principales carreteras
- U.S. Highway 98
- Carretera 26
- Carretera 57
- Carretera 63